# 大安 (出版社)
株式会社大安（だいあん）は、かつて存在していた日本の出版社。主に日本・中国の古典・学術図書の出版、販売を行っていた中国関係書店である。

## 概要
1951年、大安書店として設立。翌1952年、書店を開業した。
1955年、大安文化貿易株式会社を設立、社名を大安と簡略化し、日本到着中国書籍の紹介を中心とした月刊『大安』を創刊した。
1958年の長崎国旗事件後は、中国当局から特認された貿易会社の一つとなった（友好商社）。
1960年代、文化大革命の時期には、中国での文革関連の文献や、文革を支持する立場の日本の論者たちの著作を多く刊行し、文革の状況説明を重視した。
大安の関係者には、文革に批判的な日本共産党や日中友好協会（共産党系）に近い立場の人々と、文革に肯定的な日中友好協会（正統）に近い立場の人々とがいた。前者は大安に対して、中国書の取り扱いをやめるように圧力をかけたといわれている。しかし、大安の主な業務は中国書の販売であったために、もしも中国書の取り扱いをやめた場合、大安は存続出来なくなってしまうというジレンマを抱えていた。
事態の打開解決には至らず、1969年9月に自己破産を宣言し、大安は閉鎖された。
現在、中国関係出版社・専門書店として知られる汲古書院、燎原書店（神田神保町）、朋友書店（京都市）は、いずれも大安関係者が閉鎖前後に創立したものである。